# Rivnes kärnkraftverk
Rivnes kärnkraftverk (ukrainska: Рівненська АЕС, Rivnenska AEC) är ett kärnkraftverk i Kuznetsovsk, Rivne oblast, Ukraina. Kärnkraftverket har fyra reaktorer av VVER-typ.
Bygget av den fjärde reaktorn startade i augusti 1986, men färdigställdes först 2004. En femte reaktor planerades, men bygget påbörjades aldrig.
De tre äldsta reaktorerna har renoverats och beviljats drifttillstånd i ytterligare tjugo år.

## Reaktorer
| Station | Typ           | Nettokapacitet | Byggstart            | Nätsynkronisering    | Kommersiell drift inleddes | Tillstånd till       |
| ------- | ------------- | -------------- | -------------------- | -------------------- | -------------------------- | -------------------- |
| Enhet 1 | VVER-440/213  | 361 MWe        | 1 augusti 1973       | 22 december 1980     | 22 september 1981          | 2030                 |
| Enhet 2 | VVER-440/213  | 384 MWe        | 1 oktober 1973       | 22 december 1981     | 29 juli 1982               | 2030                 |
| Enhet 3 | VVER-1000/320 | 950 MWe        | 1 februari 1980      | 21 december 1986     | 16 maj 1987                | 2037                 |
| Enhet 4 | VVER-1000/320 | 950 MWe        | 1 augusti 1986       | 10 oktober 2004      | 6 april 2006               |                      |
| Enhet 5 | VVER-1000/320 | 950 MWe        | (avbruten planering) | (avbruten planering) | (avbruten planering)       | (avbruten planering) |